# Salem (Illinois)
Salem je grad u američkoj saveznoj državi Ilinois. Prema popisu stanovništva iz 2010. u njemu je živjelo 7.485 stanovnika.